# János Hajdu
János Hajdu er en ungarsk håndboldtræner, som tidligere har trænet Ungarns håndboldlandshold for kvinder.